# Mistshenkoana kongtumensis
Mistshenkoana kongtumensis är en insektsart som beskrevs av Andrej Vasiljevitj Gorochov 1990. Mistshenkoana kongtumensis ingår i släktet Mistshenkoana och familjen syrsor. Inga underarter finns listade i Catalogue of Life.